# Cacheu
Cacheu è un settore della Guinea-Bissau, capoluogo della regione omonima.
Si trova sull'estuario del Rio Cacheu.
Fu uno dei primi avamposti della colonizzazione portoghese e del commercio degli schiavi.
Nei pressi della città si trova il Parco naturale delle mangrovie del Rio Cacheu (in portoghese Parque Natural dos Tarrafes do Rio Cacheu).